# Aaron Yoo

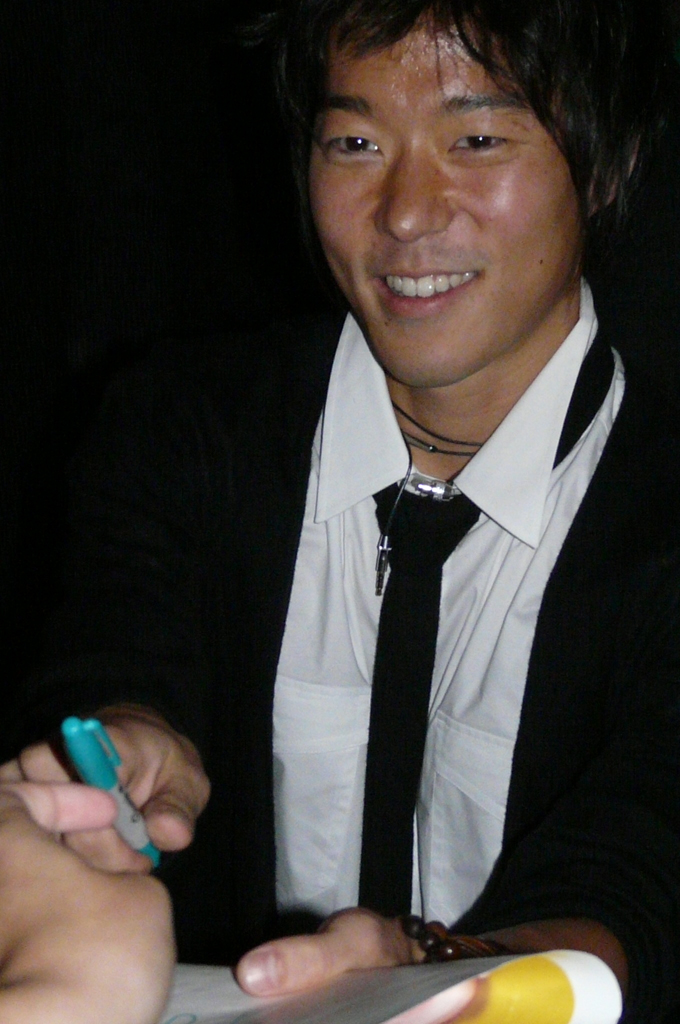
Aaron Yoo

Aaron Yoo (* 12. Mai 1979 in East Brunswick, New Jersey) ist ein US-amerikanischer Schauspieler koreanischer Abstammung.

## Karriere
Nach Beendung seines Studiums an der University of Pennsylvania im Jahr 2001 begann Aaron Yoo mit der Schauspielerei. Nach kleineren Gastauftritten in verschiedenen Serien bekam Yoo 2006 in The Bedford Diaries eine größere Rolle. Dort spielte er an der Seite von Milo Ventimiglia und Matthew Modine. 2007 war Aaron Yoo unter anderem in Rocket Science und Disturbia mit Shia LaBeouf und David Morse zu sehen. 2008 ist er zusammen mit Kevin Spacey und Kate Bosworth in 21 zu sehen.
2009 spielte er bei Gamer mit, als eine kleine Nebenrolle, in der er als PC-Experte zu sehen war.

## Filmografie
- 2007: American Pastime
- 2007: Rocket Science
- 2007: Disturbia
- 2008: 21
- 2008: The Wackness – Verrückt sein ist relativ (The Wackness)
- 2008: Nick und Norah – Soundtrack einer Nacht (Nick and Norah’s Infinite Playlist)
- 2009: (K)ein bisschen schwanger (Labor Pains)
- 2009: Freitag der 13. (Friday the 13th)
- 2010: Gamer
- 2011: 10 Years
- 2012: She Wants Me
- 2013–2014: The Tomorrow People (Fernsehserie, 22 Episoden)
- 2014: Cannabis Kid (Kid Cannabis)
- 2015, 2023: The Blacklist (Fernsehserie, 3 Episoden)
- 2015: Demonic – Haus des Horrors (Demonic)
- 2016–2017: StartUp (Fernsehserie, 10 Episoden)
- 2017: Killing Gunther
- 2018: Hawaii Five-0 (Fernsehserie, 2 Episoden)
- 2019: Goliath (Fernsehserie, Episode 3x04)
- 2021: Der Wunschdrache (Wish Dragon, Stimme)
- 2022: Evil (Fernsehserie, Episode 3x08)
- 2024: Criminal Minds (Fernsehserie, Episode 17x07)